# Ruff and Reddy in the Space Adventure
Ruff and Reddy in the Space Adventure, o soltanto Ruff and Reddy sulle schermate iniziali, è un videogioco a piattaforme pubblicato nel 1990 per gli home computer Amiga, Amstrad CPC, Atari 8-bit, Atari ST, Commodore 64 e ZX Spectrum dalla Hi-Tec Software, editrice britannica specializzata in titoli a basso costo e legata alla Pal Developments. Si basa sulla serie animata degli anni '50 Ruff & Reddy, ma solo il gatto Ruff ha una parte attiva. Ruff e Reddy sono precipitati involontariamente su un pianeta abitato dai Lilli-Puny, piccoli alieni blu, che obbligano Ruff a recuperare alcuni di loro che si sono dispersi.

## Modalità di gioco
Il gioco è composto da quattro livelli, il primo sulla superficie rocciosa del pianeta e gli altri nel sottosuolo (miniera, edificio e caverna). Gli scenari sono labirinti a piattaforme, formati da più schermate collegate in orizzontale o verticale. Normalmente i controlli di Ruff consistono soltanto nel movimento orizzontale e nel salto, orientabile in volo. L'ultimo livello è in buona parte allagato e sott'acqua Ruff si muove fluttuando all'interno di una bolla.
L'obiettivo di ogni livello è raccogliere un certo numero di Lilli-Puny e poi raggiungere l'uscita, prima che scada il tempo. Altri oggetti saltellanti di vari tipi si possono raccogliere per bonus di punteggio. Ci sono anche dei rompicapo e quattro oggetti particolari da raccogliere e mettere in un inventario.
I nemici fanno perdere una delle tre vite in caso di contatto, mentre le cadute sono innocue. Ci sono vari tipi di robot e creature, che si muovono sempre avanti e indietro oppure su e giù, secondo schemi ripetitivi.